# Budapest (novela)
Budapest es una novela del escritor, compositor y músico brasileño Chico Buarque de Hollanda. Fue lanzada al público en el año 2003, ganando diferentes premios que la otorgan como una de las mejores creaciones de Chico Buarque. Narra la historia de un escritor, dividido entre dos ciudades, dos mujeres, dos libros y dos idiomas. Fue adaptado al cine en el 2009 por Walter Carvalho. 

## Argumento
José Costa (personaje central de la obra) vive en Río de Janeiro. Está casado con Vanda, que quedó embarazada justo en un momento en el que José no sentía ninguna clase de sentimiento o amor propio. En cualidad de socio-propietario de "Cunha y Costa, Agencia Cultural", fundada por su amigo de la infancia, Álvaro Cunha, su trabajo es escribir para otras personas discursos, declaraciones, notas, artículos enteros y hasta libros que, en su mayoría, logran alcanzar prestigio entre el público, manteniéndolo como autor anónimo de estas obras. 
Su soledad, a pesar de todo, es relativa. Existen otros como el que esparcidos por todo el mundo se logran reunir en congresos mundiales de escritores desconocidos y anónimos. Cuando se volvía de uno de esos eventos en Estambul, Turquía, su avión es desviado para Budapest, Hungría, donde pernocta. Como no hay nadie en esta ciudad que sea capaz de pronunciar José Costa, surge entonces Zsoze Kósta, un brasileño enamorado, o mejor seducido, subyugado por la lengua magiar, a tal punto de irse a vivir con la bella Krista, una mujer que le enseña el nuevo idioma y le abre las puertas de su corazón.  
Alcanza la cumbre de su carrera al crear "El Ginógrafo", una autobiografía erótica de Kaspar Krabbe, un ejecutivo alemán que "zarpó de Hamburgo y se adentró a la Guanabara".

## Personajes Principales
- José Costa
- Krista
- Vanda
- Joasinho

## Tema
Se puede decir que la historia contada en la obra será una meta de lenguaje de sí misma, ya que su protagonista es un escritor de escritores, también denominado ghost-writer, y trabaja para que otros se vanaglorien con el resultado de su esfuerzo.
El nombre de quien abdica de la fama y el reconocimiento en cambio del orgullo egoísta y silencioso de José Costa, el narrador y personaje, es un aficionado por las palabras y los sonidos. Un personaje deliciosamente explorado debido a su presentación y ego reprimido que, en un viaje, para el congreso de los escritores anónimos, acaba en un cuarto de hotel en la capital húngara por cuenta de las casualidades de la vida, enamorándose totalmente por el idioma local.
Lo esencial en la historia es el juego entre los dos idiomas, portugués y húngaro. José es capaz de escribir sobre cualquier cosa, desde que se en forma de prosa. Zsoze, solo escribe en versos. Así comienza a dominar el idioma magiar, crea un libro de poemas, "Titkos Háramsos Verssazkok".
Técnicamente, Budapest es un romance en pareja, un tema clásico en la literatura occidental desde que la identidad del sujeto se tornó problema enigma. En la creación literaria, el escritor es la pareja de sí mismo, por excelencia y por definición, aquel que se inventa como otro y que escribe, por otro, la propia obra. 

## Adaptación al cine
Budapest es un filme húngaro-brasileño de 2009 dirigido por Walter Carvalho. El guion es basado en el libro homónimo de Chico Buarque.

### Elenco
- Leonardo Medeiros: José Costa
- Gabriella Hámori: Kriszta
- Giovanna Antonelli: Vanda
- András Bálint
- Davi Shiroma: Hijo de José Costa
- Andrea Balogh: Estenógrafo
- Nicolau Breyner: Escritor francés
- Ivo Canelas: Álvaro
- Paola Oliveira
- Débora Nascimento: Teresa
- Péter Kálloy Molnár
- Antonie Kamerling: Kaspar
- Tamás Puskás
- Ádám Rajhona
- Sandor Istvan Nagy
- Oliver Simor

## Premios
- El libro recibió el Premio Passo Fundo Zaffari & Bourbon de Literatura de mejor romance en idioma portugués, publicado entre 2003 y 2004
- Premio Jabuti como mejor libro de ficción de 2004.[2]